# Colombiaanse presidentsverkiezingen 2006
Op 28 mei 2006 werden er in Colombia presidentsverkiezingen gehouden die werden gewonnen door de zittende president, Álvaro Uribe.

## Inleiding
De verkiezingen van 28 mei 2006 waren de eerst presidentsverkiezingen in de Colombiaanse geschiedenis waar de zittende president zich kandidaat stelde voor een tweede (opvolgende) termijn als president. Aanvankelijk verbood de grondwet van Colombia een herverkiezing van de president, maar een grondwetswijziging tijdens het ambtstermijn van Uribe (mei 2005) maakte het mogelijk dat hij zich opnieuw kandideerde voor het hoogste uitvoerende ambt van het land.

## Kandidaatstelling
Uribe stelde zich kandidaat namens de Colombia Eerst/Sociale Nationale Verenigde Partij (Primero Colombia/Partido Social de Unidad Ncional) en werd gesteund door de Uribe-gezinde partijen, zoals de Colombiaanse Conservatieve Partij (Partido Conservador Colombia) en de Partij voor Radicale Verandering (Partido Cambio Radical) - grofweg de kandidaat van rechts - won de presidentsverkiezingen uiteindelijk met meer dan 60% van de stemmen.
De grootste oppositiepartij, de centrumlinkse Colombiaanse Liberale Partij (Partido Liberal Colombia) koos tijdens interne partijverkiezingen Horacio Serpa Uribe, oud-minister van Binnenlandse Zaken, tot presidentskandidaat (2005). Serpa Uribe was al twee keer eerder presidentskandidaat geweest. Bij de presidentsverkiezingen verkreeg hij 11,84% van de stemmen en eindigde als derde.
De belangrijkste linkse partij, de sociaaldemocratische Alternatief Democratische Pool (Polo Democrático Alternativo) hield ook interne partijverkiezingen. Deze gingen tussen twee oud-commandanten van de linkse bevrijdingsbeweging M-19, Carlos Gaviria Díaz en Antonio Navarro Wolff. De eerste won de interne partijverkiezingen en verkreeg bij de presidentsverkiezingen 22,04% van de stemmen en eindigde daarmee als tweede.
Overzicht van de kandidaten en de partijen die hun kandidatuur steunden
- Álvaro Leyva Durán - Beweging voor Nationale Verzoening
- Álvaro Uribe - Colombia Eerst/Sociale Nationale Verenigde Partij, Colombiaanse Conservatieve Partij, Partij voor Radicale Verandering, ALAS Team Colombia, Colombiaanse Democratische Partij en Voor het Land van Onze Dromen
- Antanas Mockus Sivickas - Sociale Alliantie van Inheemse Bewoners
- Carlos Gaviria Díaz - Alternatief Democratische Pool
- Carlos Arturo Rincón Barreto - Colombiaanse Gemeenschaps en Communale Politieke Beweging
- Enrique Parejo González - Democratisch Nationaal Herstel
- Horacio Serpa Uribe - Colombiaanse Liberale Partij

## Uitslag
| Kandidaat | Partij                                             | Partij                                                    | Stemmen    | %       |
| Kandidaat | Spaans                                             | Nederlands                                                | Stemmen    | %       |
| --- | -------------------------------------------------- | --------------------------------------------------------- | ---------- | ------- |
| Álvaro Uribe Vélez | Primero Colombia                                   | Colombia Eerst                                            | 7.397.835  | 62,35%  |
| Carlos Gaviria Díaz | Polo Democrático Alternativo                       | Alternatief Democratische Pool                            | 2.613.157  | 22,02%  |
| Horacio Serpa Uribe | Partido Liberal Colombiano                         | Colombiaanse Liberale Partij                              | 1.404.235  | 11,83%  |
| Antanas Mockus Šivickas | Alianza Social Indígena                            | Sociale Alliantie van Inheemse Bewoners                   | 146.583    | 1,23%   |
| Enrique Parejo González | Reconstrucción Democrática Nacional                | Democratisch Nationaal Herstel                            | 42.652     | 0,35%   |
| Álvaro Leyva Durán | Movimiento Nacional de Reconciliación              | Beweging voor Nationale Verzoening                        | 18.263     | 0,15%   |
| Carlos Rincón | Movimiento Politico Comunal y Comunidad Colombiano | Colombiaanse Gemeenschaps en Communale Politieke Beweging | 15.388     | 0,12%   |
| Totaal geldige stemmen | Totaal geldige stemmen                             | Totaal geldige stemmen                                    | 11.607.672 | 98,05%  |
| Blanco stemmen | Blanco stemmen                                     | Blanco stemmen                                            | 226.297    |         |
| Ongeldige stemmen | Ongeldige stemmen                                  | Ongeldige stemmen                                         | 132.332    |         |
| Totaal aantal stemmen | Totaal aantal stemmen                              | Totaal aantal stemmen                                     | 11.864.410 | 45,05%  |
| Onthoudingen | Onthoudingen                                       | Onthoudingen                                              | 12.041.737 | 54,95%  |
| Totaal stemgerechtigden | Totaal stemgerechtigden                            | Totaal stemgerechtigden                                   | 26.731.700 | 100,00% |
| Bron: (es) Registraduría Nacional del Estado Civil (archive), (es) Wikipedia - Elecciones presidenciales de Colombia de 2006 |                                                    |                                                           |            |         |